# Larry Dickson
Larry Dickson (* 8. September 1938 in Marietta) ist ein ehemaliger US-amerikanischer Autorennfahrer.

## Karriere
Larry Dickson war einer der erfolgreichsten USAC-Sprint-Car-Piloten in der Geschichte dieser Rennserie. 43 Siege konnte er erzielen und 1968, 1970 und 1975 die Meisterschaft gewinnen. Diese Jahre waren geprägt von den beständigen Duellen von Dickson und Gary Bettenhausen, der die Meisterschaft 1969 und 1971 gewann. Heute wird diese Epoche als die „Gary-und-Larry-Show“ oder die Goldene Ära der Sprint Cars bezeichnet.
Von 1965 bis 1981 fuhr Dickson 105 Rennen in der USAC-Serie und der Nachfolgemeisterschaft, der CART-Serie. Obwohl er 44-mal unter die ersten zehn kam, blieb ihm ein großer Sieg versagt. Beste Platzierung war der zweite Rang in Springfield 1968.
Achtmal war er beim 500-Meilen-Rennen von Indianapolis am Start. Sein Debüt gab er 1966 und sein letztes Rennen fuhr er 1981, als er mit einem Werks-Penske Achtzehnter wurde. Sein bestes Ergebnis war der neunte Rang 1969 in einem Vollstedt-Ford. Auch in der NASCAR war er bei einigen ausgesuchten Veranstaltungen am Start.
Dickson lebt in Indianapolis und arbeitet als Investmentberater.